# Turn Back the Clock (album)
Turn Back the Clock è il primo album del gruppo musicale britannico Johnny Hates Jazz, pubblicato dall'etichetta discografica Virgin nel 1988.
L'album, disponibile su long playing, musicassetta e compact disc, è prodotto da Calvin Hayes e Mike Nocito. Il cantante del gruppo Clark Datchler, è autore unico di 7 dei 10 brani.
Nel 1987 erano stati pubblicati tre singoli di successo che avrebbero fatto parte di questo disco: Shattered Dreams, I Don't Want to Be a Hero e Turn Back the Clock. 
Nel corso del 1988 ulteriori due singoli sono stati pubblicati: Heart of gold e Don't say it's love.
Tutti i singoli sono stati pubblicati su formato 7" e 12".

## Tracce

### Lato A
1. Shattered Dreams
2. Heart of Gold
3. Turn Back the Clock
4. Don't Say It's Love
5. What Other Reason

### Lato B
1. I Don't Want to Be a Hero
2. Listen
3. Different Seasons
4. Don't Let It End This Way
5. Foolish Heart